# Кастаньино, Хуан Карлос
Хуан Карлос Кастаньино (исп. Juan Carlos Castagnino; 18 ноября 1908, Мар-дель-Плата, Аргентина — 21 апреля 1972, Буэнос-Айрес) — аргентинский художник-монументалист, живописец, график, архитектор.

## Биография

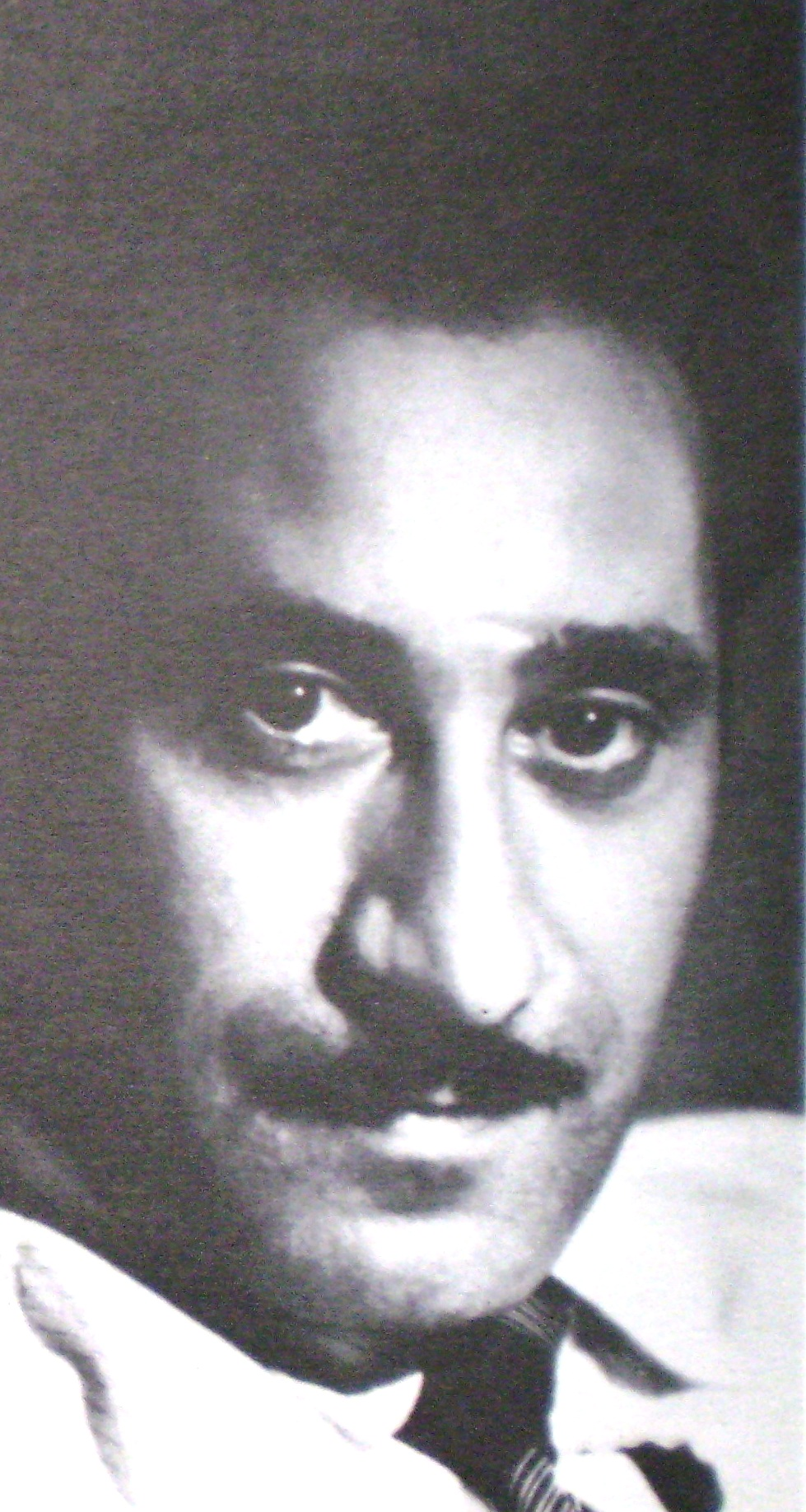

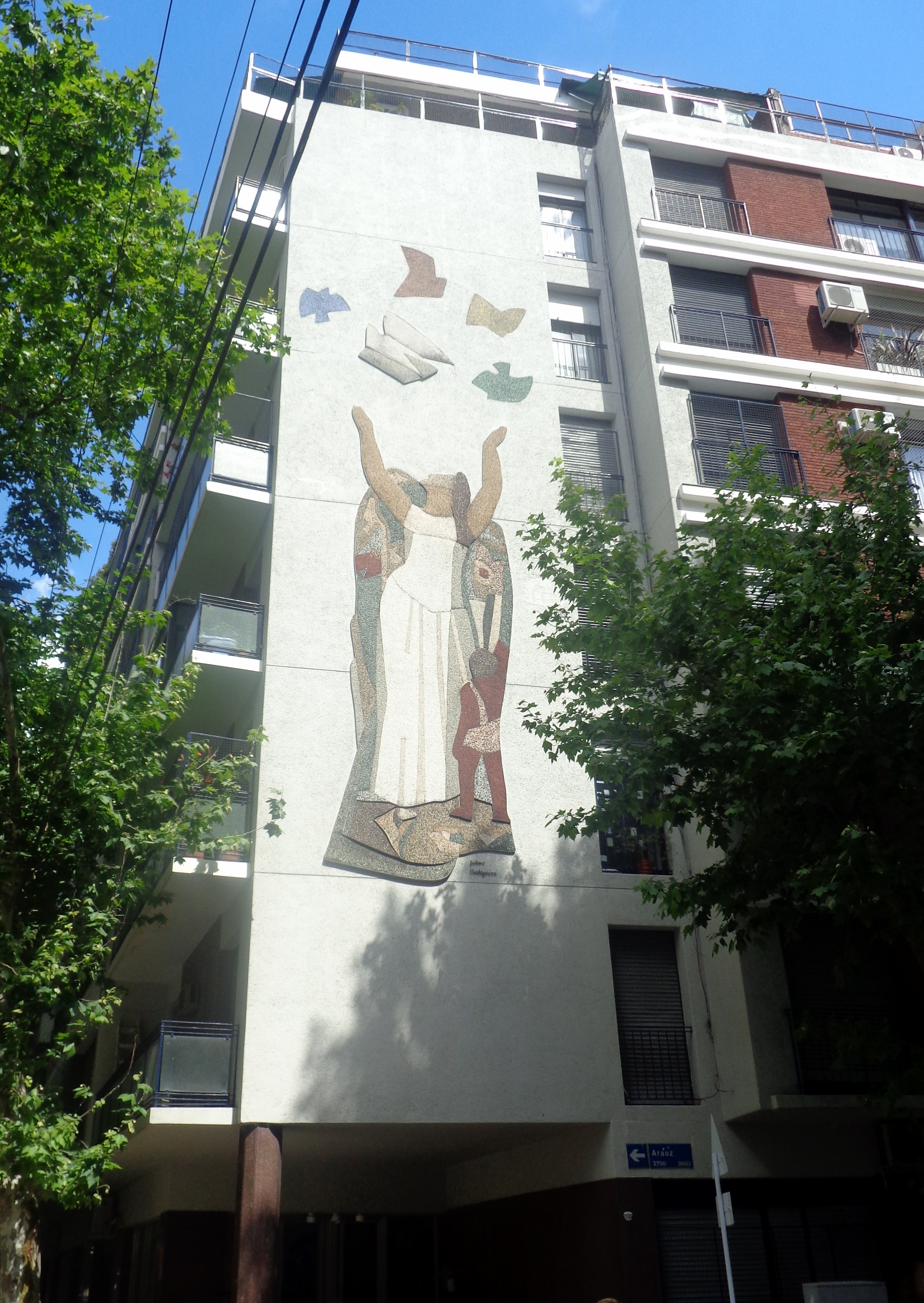
Одна из работ художника

В 1929—1934 годах обучался в Высшей национальной художественной школе (Escuela de Bellas Artes) в Буэнос-Айресе.
В конце 1920-х годов вступил в ряды Коммунистической партии Аргентины. С 1933 года — член первой аргентинской гильдии художников, позже в том же году выставлялся в Национальном зале изобразительных искусств в Буэнос-Айресе.
В 1938—1940 годах работал в Италии, Франции, Испании. В 1939 году жил в Париже, где посетил мастерскую художника-кубиста Андре Лота, затем путешествовал по Европе, совершенствуя свое искусство в компании с Ж. Браком, Ф. Леже и Пабло Пикассо.
В 1941 году вернулся в Аргентину и поступил в Университет Буэнос-Айреса, где позже получил степень по архитектуре.
Представитель аргентинского «нового реализма». В 1930—1940-х годах вместе с Д. Сикейросом, А. Берни и другими работал над монументальными росписями, главным образом, на темы современной жизни и истории аргентинского народа. Выполнил росписи в «Галерее Мира» (1945), «Парижской галерее» («Человек — Космос — Надежда», 1959), галерее «Обелиск» («Пробуждающаяся улица», 1961) и других общественных зданиях Буэнос-Айреса.
В своих картинах и рисунках художник затрагивал темы прогресса человечества и борьбы аргентинского народа за свои права.

## Награды
- Почётная Гран-при Национального зала изобразительных искусств в Буэнос-Айресе (1961),
- Почётная медаль на Всемирной выставке (Брюссель, 1958),
- Специальный приз на биеннале 1962 года в Мехико.
- Почётная медаль на Международном салоне в Сайгоне (1963).